# Ion Șcurea
Ion Sandri Șcurea  (n. 14 noiembrie 1935, Vadul lui Isac, raionul Cahul, Republica Moldova – d. 12 august 2005, Chișinău, Republica Moldova) a fost un actor din Republica Moldova, cunoscut pentru interpretarea rolului baronului ungur Antal Siladi din filmul Șatra (1975).

## Biografie
Ion Sandri Șcurea s-a născut la data de 14 noiembrie 1935, în satul Vadul lui Isac din apropiere de orașul Vulcănești (astăzi în raionul Cahul). În anul 1955 a absolvit Școala de Muzică "Ștefan Neagu" din Chișinău, la clasa de dirijor de cor , după care a urmat studii de teatru și film la Școala teatrală "B.Sciukin" din Moscova (1955-1960).
După absolvirea Școlii de teatru de la Moscova, a fost angajat în anul 1960 ca actor la Teatrul "Luceafărul" din Chișinău, făcându-se remarcat ca interpret al personajelor de comedie și tragico-lirice. De asemenea, a regizat cu mult succes spectacolul "Chirița în provincie" de Vasile Alecsandri. În anul 1970 devine director artistic al Teatrului "Luceafărul". Este numit apoi ca director al Teatrului "Ginta latină" din Chișinău.
În paralel cu activitatea teatrală, Ion Șcurea a debutat în anul 1961 ca actor de film la studioul cinematografic „Moldova-film” în filmul Insula vulturilor. A interpretat apoi roluri care l-au plasat printre actorii de frunte ai filmului moldovenesc, printre care Mircea Lascu din Așteptați-ne în zori (1963), Nicolai din Ultima noapte în rai (1964) și baronul ungur Antal Siladi din filmul Șatra (1975). A primit titlul de Artist al poporului din RSS Moldovenească (1974), Premiul Național (1978), precum și Ordinul Republicii în grad de cavaler (1999).
Ion Șcurea a încetat din viață la data de 12 august 2005, în municipiul Chișinău, la vârsta de aproape 70 ani.

## Filmografie
- Insula vulturilor  (1961) - Gheorghe
- Omul merge după soare (episod, 1961)
- Așteptați-ne în zori (1963) - Mircea Lascu
- Ultima noapte în rai (1964) - Nicolai
- Gustul pâinii (1966) - Mircea Scutaru
- Se caută un paznic (1967) - Dumnezeu
- Ofițer în rezervă (1971) - Lozovan
- Podurile (1973) - Seremet
- Șatra (Mosfilm, 1975) - baronul Antal Szilágyi
- Nimeni în locul tău (1976) - Urzică
- Cetatea (1978) - Kurt Oberman
- Suspectul (1978)
- Emisarul serviciului secret (1979) - Klimovici
- La porțile satanei (1980) - serdarul Goia
- Hotarul din iunie (1982)
- Prietenie între bărbați (1982)
- Luceafărul (1986) - Vasile Alecsandri
- Igra v smert, ili postoronniy (1991)